# جسانية الصغيرة (عنافجة)
جسانية الصغيرة (بالفارسية: جسانیه کوچک) هي قرية وتقع في إيران في قسم عنافجة الريفي. يقدر عدد سكانها بـ 1071 نسمة بحسب إحصاء 2016.